# Rock Dust Light Star
Albums de Jamiroquai
High Times - Singles 1992-2006
(2006) Automaton
Singles
Rock Dust Light Star est le septième album studio du groupe Jamiroquai sorti le 1er novembre 2010. Il est le premier en cinq ans depuis Dynamite.

## Contexte
En 2007, sur le site officiel du groupe, Jay Kay annonce la préparation d'un nouvel album et dément les rumeurs déclarant qu'il se serait retiré du monde de la musique. Un album serait déjà prêt, mais selon Jay Kay lors de ses concerts (notamment à Rock in Rio (Madrid) et à Monaco en juillet 2008) « Nous avons une bonne et une mauvaise nouvelle; la bonne nouvelle c'est que nous avons un nouvel album, la mauvaise nouvelle, c'est que nous avons pas de maison de disques », sur le ton de l'ironie.

## Informations sur l'album
Cet album a été enregistré au studio personnel de Jay Kay à Buckinghamshire, au Hook End Manor en Oxfordshire, et au Karma Studios en Thaïlande. L'album est entièrement écrit par le groupe et produit par Charlie Russell et Brad Spence ; il s'agit de leur première collaboration avec Jamiroquai. Il y a une piste bonus pour la version japonaise de l'album appelée That's Not The Funk I Want,. Une chanson issue de l'album, White Knuckle Ride, sort le 11 octobre 2010 comme single promotionnel en édition limitée (et non comme single officiel), suivie par le 1er single officiel, Blue Skies, le 1er novembre 2010. Les clips vidéos de ces deux titres ont été diffusés auprès du grand public pour la première fois via la chaîne officielle Youtube du groupe le 25 septembre 2010. La photo de la couverture de l'album a été prise lors du passage du groupe au Festival des Vieilles Charrues de Carhaix le 18 juillet 2010.
L'album a été certifié disque de platine en France lors de l'émission Taratata le 15 février.

## Titres de l'album
| 1.    | Rock Dust Light Star                     | 4:39 |
| 2.    | White Knuckle Ride                       | 3:33 |
| 3.    | Smoke and Mirrors                        | 4:30 |
| 4.    | All Good In The Hood                     | 3:35 |
| 5.    | Hurtin'                                  | 4:15 |
| 6.    | Blue Skies                               | 3:51 |
| 7.    | Lifeline                                 | 4:39 |
| 8.    | She's A Fast Persuader                   | 5:16 |
| 9.    | Two Completely Different Things          | 4:25 |
| 10.   | Goodbye To My Dancer                     | 4:06 |
| 11.   | Never Gonna Be Another                   | 4:08 |
| 12.   | Hey Floyd                                | 5:09 |
| 13.   | That's Not The Funk I Want (bonus Japon) | 3:25 |
| 52:06 |                                          |      |

## Titres de l'album (deluxe edition)
1. Rock Dust Light Star
2. White Knuckle Ride
3. Smoke and Mirrors
4. All Good In The Hood
5. Hurtin'
6. Blue Skies
7. Lifeline
8. She's A Fast Persuader
9. Two Completely Different Things
10. Goodbye To My Dancer
11. Never Gonna Be Another
12. Hey Floyd
13. Angeline
14. Hang It Over
15. All Good In The Hood (Acoustic Version)
16. Rock Dust Light Star (Live at Paleo)
17. White Knuckle Ride (Alan Braxe Remix)
18. Blue Skies (Fred Falke Remix)